# Coccidioidomycose
Coccidioidomycose of stofkoorts is een schimmelziekte (mycose) die wordt veroorzaakt door de schimmels Coccidioides immitis en Coccidioides posadasii, die voorkomen in droge, alkalische bronnen in het zuidwesten van de Verenigde Staten, het noorden van Mexico en in soortgelijke bronnen in Zuid-Amerika. De schimmels behoren tot het geslacht Coccidioides. Coccidioides posadasii is alleen genetisch en op grond van groeisnelheid op een zoute voedingsbodem te onderscheiden van Coccidioides immitis.
Besmetting vindt plaats door het inademen van deze schimmel (meestal in een stoffige, droge omgeving). De ingeademde arthroconidia zijn een type van schimmelsporen die door segmentatie van reeds bestaande hyfen worden geproduceerd. Eenmaal in het lichaam groeien de arthroconidia uit tot een sferule (bolletje met dikke wand) waarin de ontwikkeling van endosporen plaatsvindt. Deze komen vervolgens vrij in het weefsel waarna de cyclus weer opnieuw begint.
De ziekte uit zich hoofdzakelijk in longinfiltraten en secundaire huidafwijkingen. De symptomen zijn pijn op de borst, koorts, hoesten, gewichtsverlies.
Omdat de ziekteverschijnselen lijken op die van tuberculose is isolatie van de ziekteverwekker noodzakelijk om de juiste diagnose te kunnen stellen. De diagnose is het meest betrouwbaar op basis van de identificatie van de sferulen in het weefsel of vloeistof, hiervoor zijn serologische testen en DNA probes beschikbaar.
De meeste mensen herstellen vanzelf van de infectie, maar de infectie kan sluimerend aanwezig blijven en later bij verminderde weerstand toch ernstig ziekzijn veroorzaken; het is een opportunistische infectie.
Amfotericine B wordt gebruikt als medicatie, maar minder toxische medicijnen als ketoconazol en itraconazol zijn een goed alternatief.

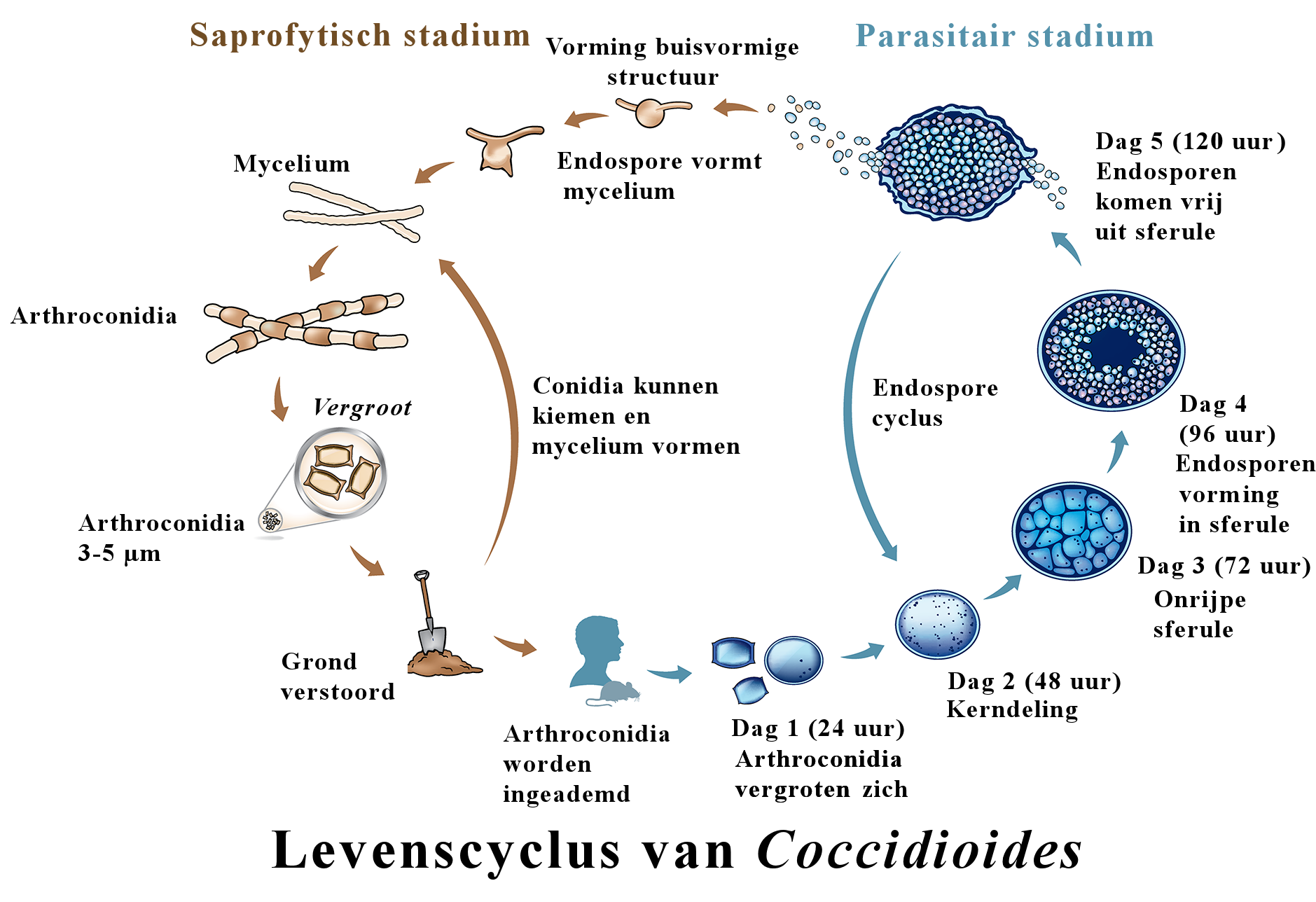
Lecenscyclus van Coccidioides